# Danielle Justes
Danielle Justes est une artiste française, née à Gamarde-les-Bains dans les Landes (Aquitaine) le 1er mai 1954. Elle est l'auteure d'œuvres permanentes dans l'espace public (art public).

## Biographie
À partir de 1977, elle est l'élève du peintre Riccardo Licata à l'École nationale supérieure des beaux-arts de Paris. Des études universitaires lui permettent d'obtenir une licence d'espagnol, une maîtrise d'arts plastiques et un DEA conjoint aux universités de Paris-III et de Paris-VIII en 1981.
Elle installe alors son atelier dans les Landes, investissant les espaces publics et les aménagements de jardins paysagers.

## Œuvres
Danielle Justes inscrit ses œuvres dans un dialogue avec l’histoire des lieux et des techniques classiques de mosaïque qu’elle se réapproprie et détourne.
Dans une première période, elle crée des compositions au sol à partir d’éléments hétéroclites, issus de recherches patrimoniales des lieux investis qu’elle fait dialoguer entre eux. La pierre est le médium privilégié qui lui permet d’inscrire ce langage dans le temps.
Depuis quelques années la lumière naturelle joue un rôle majeur dans son travail. Ses sculptures verticales ou horizontales sont des capteurs de lumière. Elles changent pendant la journée, sous l’effet du soleil ou de la nuit. Les effets réfléchissants saisissent l’environnement et le spectateur. Ses interventions deviennent - matières vivantes.

## Œuvres permanentes dans l'espace public
Danielle Justes signe des mosaïques contemporaines uniques, dont le pavement d'accueil de la Résidence Les Thermes de Jean Nouvel à Dax (Landes) en 1992 ou le pavement sous la tour du XVe siècle de La Grosse cloche de Bordeaux en 2007.
Elle a conçu et réalisé un mobilier urbain en place sur le cours Victor-Hugo à Bordeaux (bancs monolithiques et grilles d'arbre).
Ses sculptures en marbre et granit, fer pur, bronze ou verre s'inscrivent depuis 1994 au parc botanique du Sarrat à Dax, devenu jardin remarquable en 2004 ; au parc floral Les Jardins de Colette à Varetz (Corrèze) en 2007 ; au Parc de Majolan (Réamenagement du Parc Majolan) à Blanquefort, classé jardin remarquable en 2011.
Ses réalisations recherchent les effets de la lumière naturelle et intègrent les flux de circulation et les propriétés de réfraction des matériaux. Le 1 % artistique du collège Cel-le-Gaucher à Mont-de-Marsan (2012) fait de l'œuvre un lieu dans lequel sont impliqués le passage et la rencontre.

### Sculptures horizontales
- 1990 Bayonne : place de la Liberté, le blason de la ville de Bayonne, les blasons d’Aquitaine, de Gascogne, du Labourd et de Saint-Esprit.
- 1992 Dax : résidence des Thermes, Jean Nouvel (architecte), Danielle Justes (artiste) « …Porte le soleil noir de la mélancolie… » [Hommage à Yves Brunier, architecte paysagiste décédé en 1991]. Dax, Résidence des thermes de Jean Nouvel, Parvis d’entrée. Mosaïque en noir et blanc[10]

- 1995/96 Tarnos : place dous Haous
- 1999/2000 Dax : place de la cathédrale[11]

- 2002 Poyanne : le parvis de l’église
- 2006 Bidart : la rue de la Madeleine
- 2007 Bordeaux : l’Aménagement du Cours Victor-Hugo, Plasticiens : Yann Kersalé (artiste lumière), Danielle Justes (artiste) « Résonance de la Grosse Cloche » (2002-2007). Bordeaux, rue St James. Mosaïque par Danielle Justes. Expansion du son de la cloche sur les parties disparues des fortifications du XIIIe siècle[12].

- 2010 Toulouse : l’Hôtel Pullman centre[13]
- 2011 Bayonne : Mission de programmation pour l’aménagement des espaces publics. Parvis et versant sud Résidence Breuer[14]
- 2012 Urrugne : « Toki parerik gabea » pavement dans un jardin d’hiver, commande privée [15]

### Sculptures verticales
- 1986 Dax : mur pignon municipal
- 1989 Dax : EAALAT (l'École d'application de l'aviation légère de l'armée de terre)[16]
- 1992 Dax : EAALAT[16]
- 2004 Mont-de-Marsan : piscine municipale, « Jean-Marie de Silguy, ingénieur des Ponts-et-Chaussées dans les Landes de 1830 à 1842 », Anamorphose oblique en mosaïque
- 2012 Urrugne : « Ondes et résonances » triptyque  pour une salle de bains, smaltes[17] et smaltes d’or d’Angelo Orsoni de Venise, commande privée

### 1% artistique
- 1988 Mont-de-Marsan : hôtel du département, Danielle Justes et Françoise Beall (artistes associés)
- 1991 Montfort-en-Chalosse : maison de retraite, aménagement d’un jardin d’hiver, Béatrice Di Giacomo, Danielle Justes (artistes associées)
- 1993 Dax : collège Léonce Dussarat, Danielle Justes et Jacques Lasserre (artistes associés)
- 1994 Tarnos : maison de retraite Lucienne Montot-Ponsolle, aménagement du hall d’accueil, fontaine sculptée
- 1995 Meaux : sous-préfecture, pavement dans le hall d’entrée couverte de smaltes et de marbres
- 2012 Mont-de-Marsan: collège Cel-le-Gaucher[18]

### Signalétique originale
- 1996 Dax : parc botanique du Sarrat [6]
- 2007 Varetz : Les Jardins de Colette, parc floral littéraire[7]

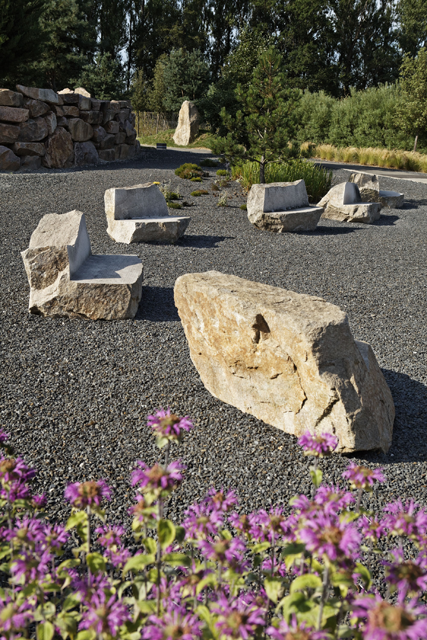
Varetz - Les jardins de Colette, parc floral littéraire.

### Sculptures et mobilier urbain
- 2006 Bidart : rue de la Madeleine
- 2007 Bordeaux : cours Victor-Hugo[19]

- 2008 Blanquefort : le Parc de Majolan[8] Majolan 538

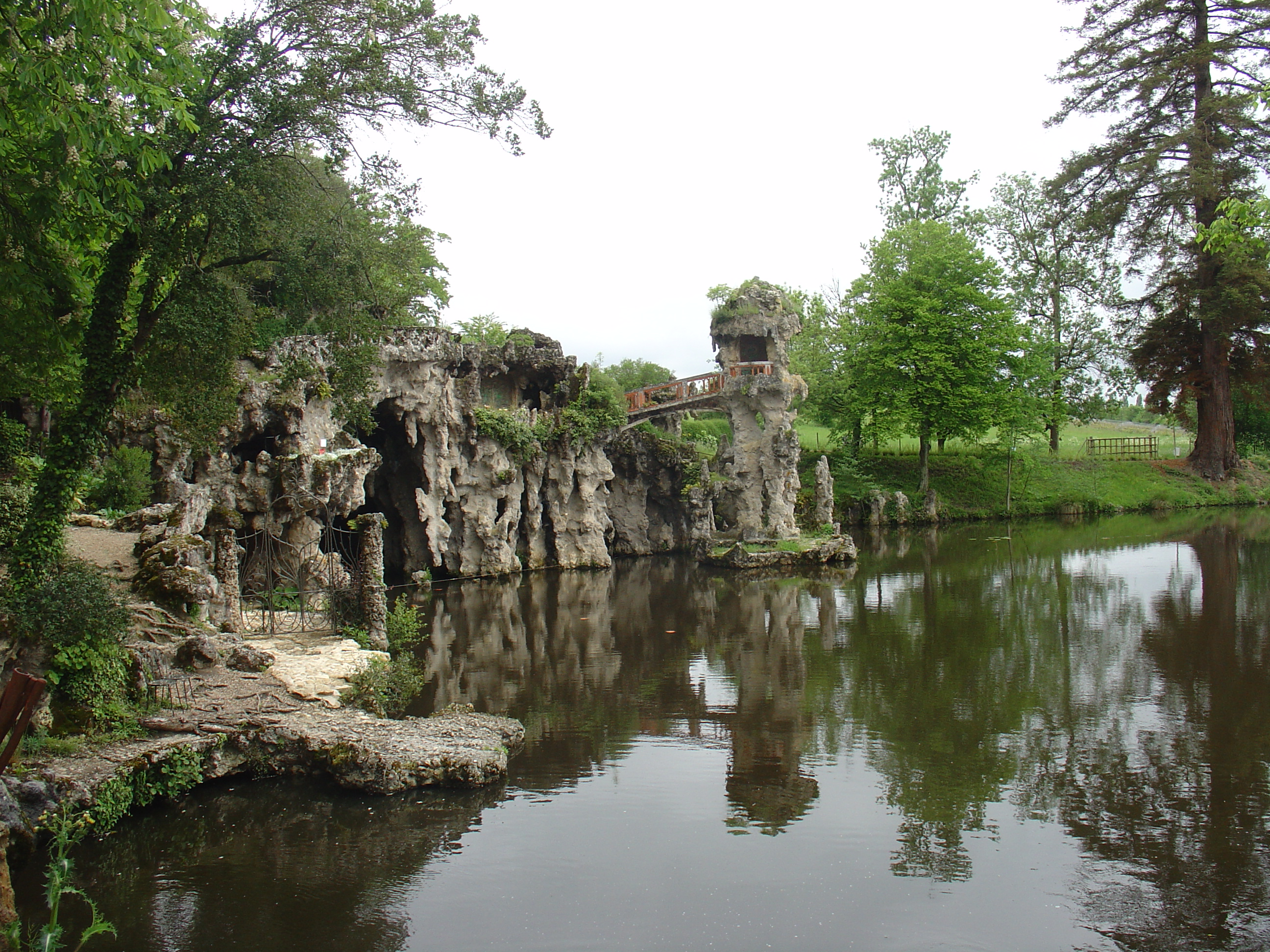
Majolan 538

### Restaurations et supervision des savoir-faire
- 1987-89 Biarritz : château Boulard[20] de 1877, découverte et restauration du pavement du grand hall d’entrée
- 1993 Paris : ministère de l’Agriculture, Étude pour la restauration des mosaïques de la cour d’honneur

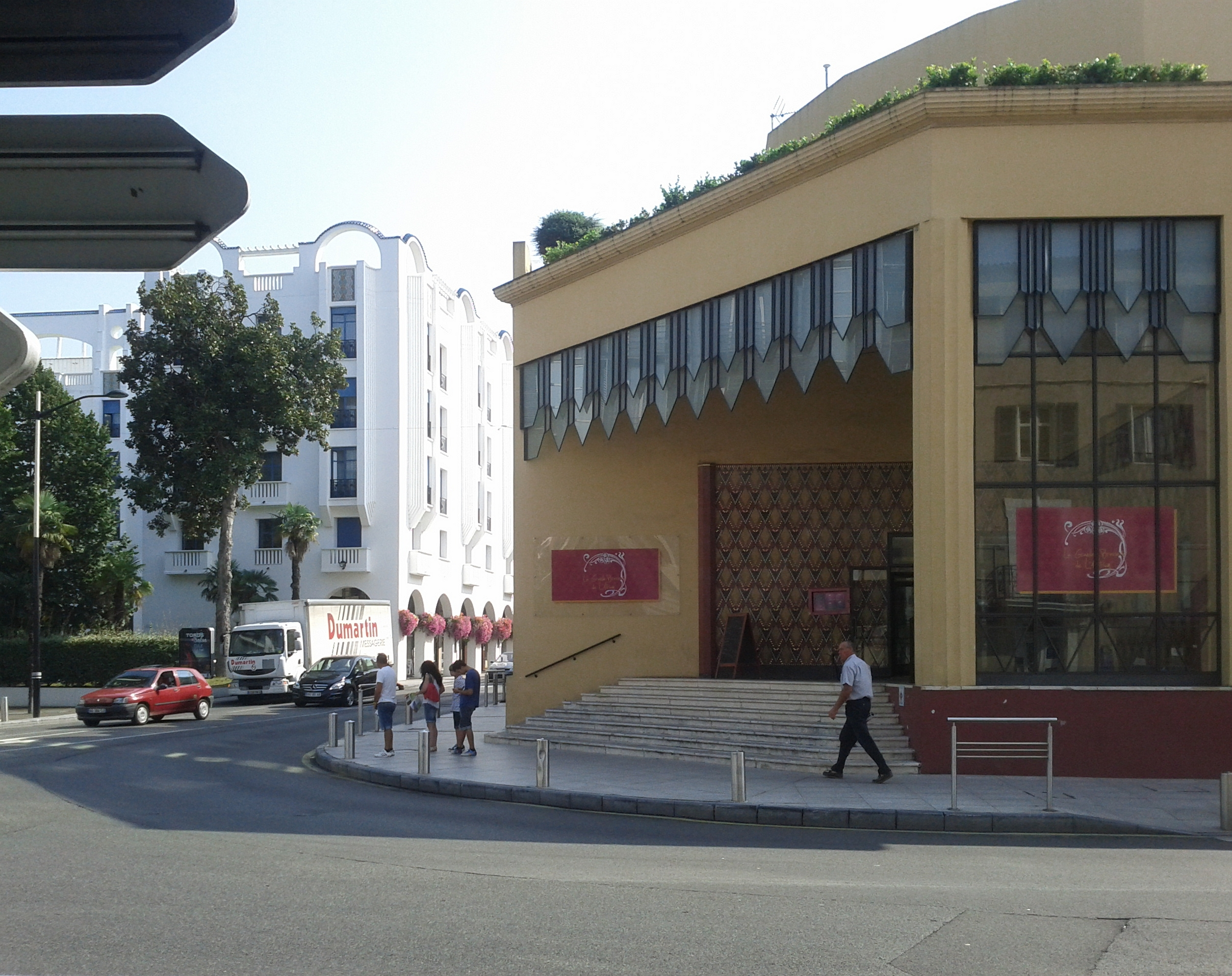
Dax : hôtel Splendid (André Granet 1926) et l’Atrium Casino (André Granet 1928)

- 1996 Dax : hôtel Splendid (André Granet 1926)[21], Dax : hôtel Splendid (André Granet 1926) et l’Atrium Casino (André Granet 1928) Élisabeth Drapeaud (architecte d’intérieur), Danielle Justes (artiste)
- 2005 Dax : l’Atrium Casino (André Granet 1928)
- 2007 Ahetze : architecture paysagère du début du XXe siècle, commande privée. Restauration à l’identique de quatre fontaines monumentales et d’une assise recouvertes de décors peints à la main par les céramistes Cazaux à Biarritz

## Conférences
- 2010 Tunis : Intervenante au séminaire de l’Institut de recherche sur le Maghreb contemporain (IRMC). Les publics des musées et des lieux d’exposition au Maghreb[22]
- 2011 Berlin : Intervenante dans le cours du Prof. Dr. phil. Gabi Dolff-Bonekämper, historienne de l’art, professeur de conservation du patrimoine urbain à l’université technique de Berlin[22]
- 2011 Paris : Conférence art urbain, art public séminaire[22] de Nabila Oulebsir, historienne de l’art, professeure à l’Institut national d'histoire de l'art et maître de conférence en histoire de l’architecture et du patrimoine à l’Université de Poitiers

## Galerie

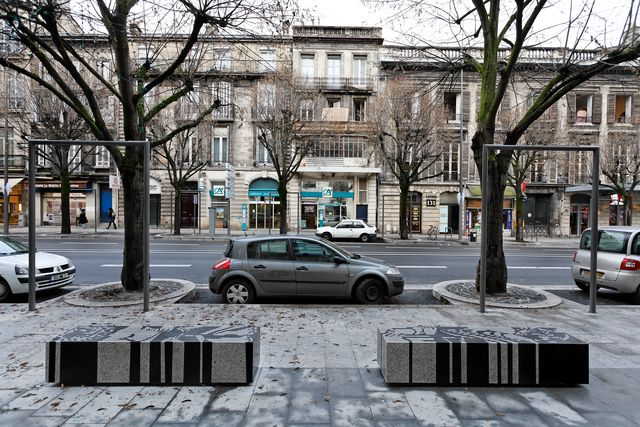
Mithra, les Carmes, Cautopatès (2006-2007). Bordeaux, cours Victor-Hugo. Mobilier urbain par Danielle Justes. Deux lithostrates de granit en enfilade comme des sarcophages.
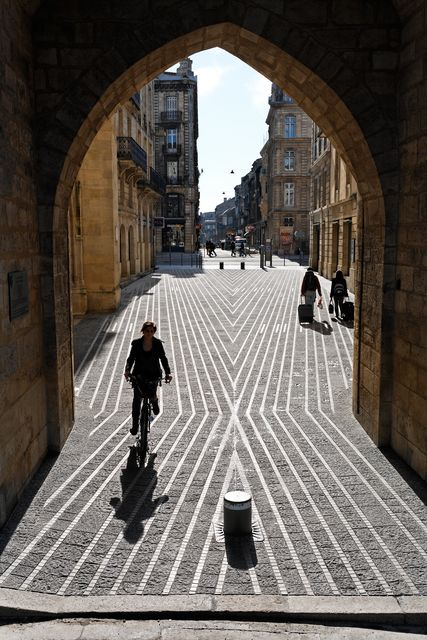
Résonance de la Grosse Cloche (2002-2007). Bordeaux, rue Saint-James. Mosaïque par Danielle Justes. Expansion du son de la cloche sur les parties disparues des fortifications du XIIIe siècle.
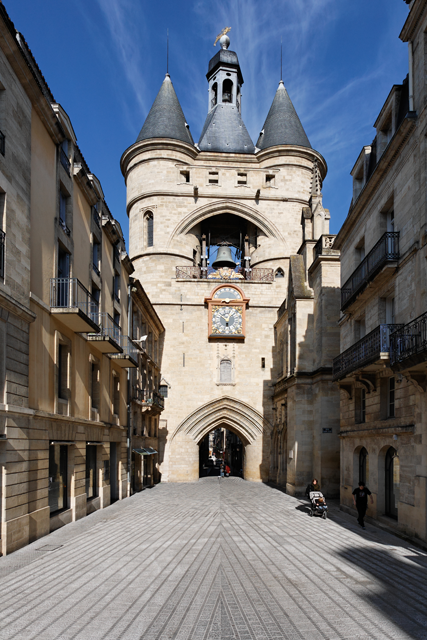
Bordeaux - rue Saint-James. La Grosse Cloche et son parvis, mosaïque par Danielle Justes.
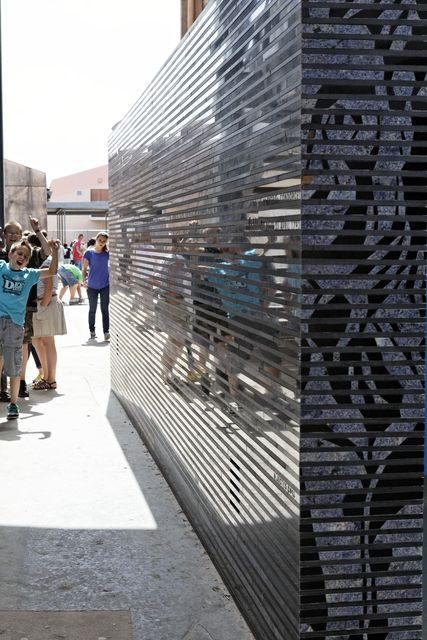
Sophie de Grouchy et Condorcet (2010-2012). Mont-de-Marsan (Landes), collège Cel-le-Gaucher. Sculpture aux valeurs humanistes de Danielle Justes.
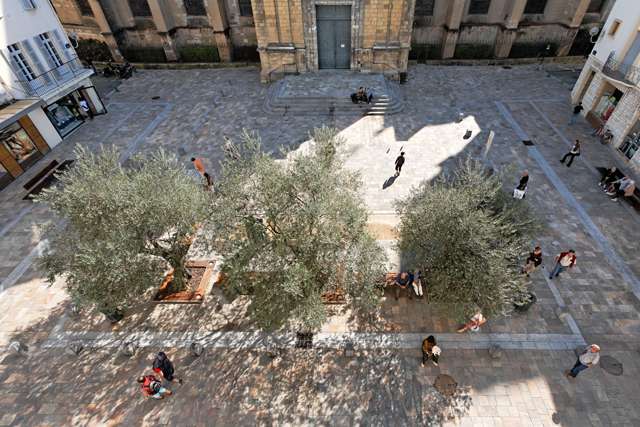
Dax-place de la cathédrale. Vue d’ensemble de la place piétonne. Le pavement en quartzite du Bénin est divisé en damiers. Les structurantes grises, en marbre d’Arudy répondent aux escaliers de la cathédrale.
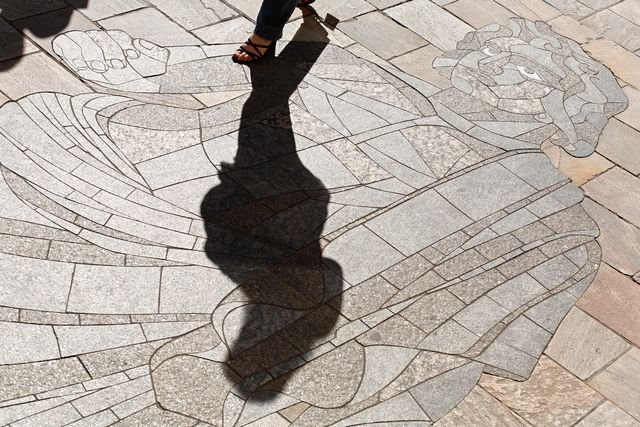
Damier aux emblemas (1998-2000). Dax, place de la Cathédrale. Damier et mosaïques par Danielle Justes. Une zone liminaire entre le passé enseveli en dessous et le présent qui se joue dessus.
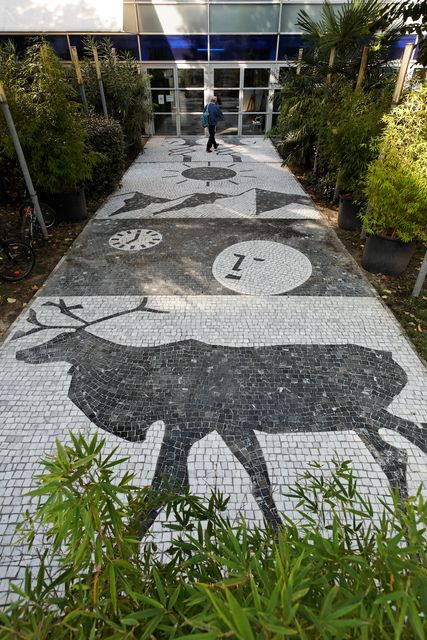
…Porte le soleil noir de la mélancolie… Hommage à Yves Brunier, architecte paysagiste décédé en 1991 (1992). Dax, Résidence des thermes de Jean Nouvel, Parvis d’entrée. Mosaïque en noir et blanc par Danielle Justes.
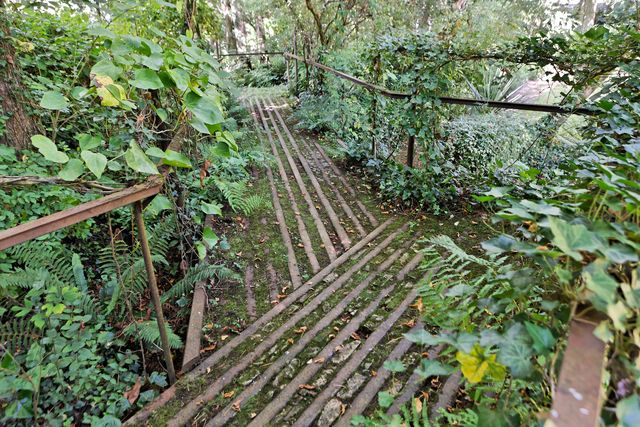
Déchiffrage et orientation d’un jardin botanique (1996). Dax, parc du Sarrat. Pont, cheminements et signalétique, sculptures verticales et horizontales par Danielle Justes.
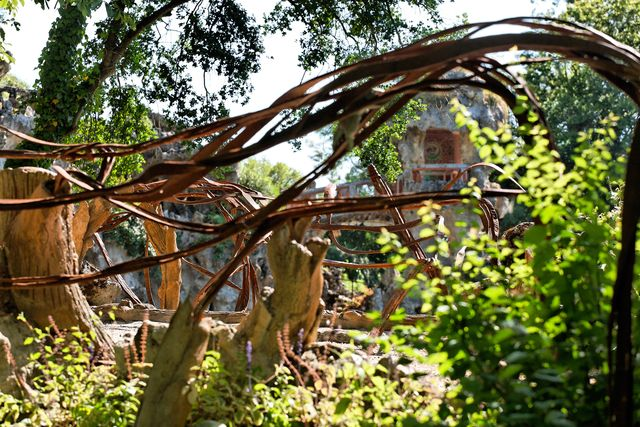
Les Mains de l’œuvre (2006-2008). Blanquefort, parc de Majolan, le pont en faux bois de la grotte, sculptures en fer pur et rocailles par Danielle Justes. La matière mise à nu, c’est la rocaille dépouillée de ses constructions illusoires.
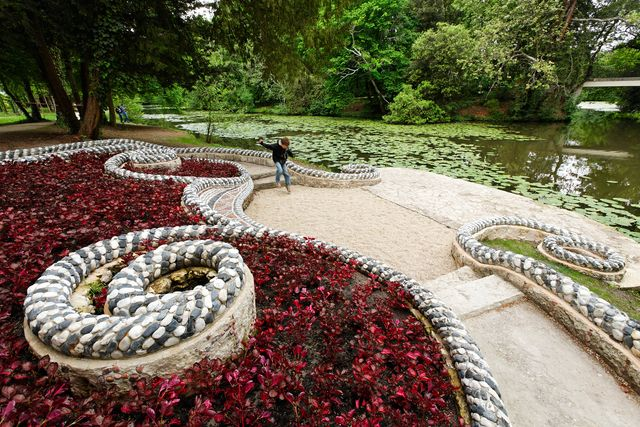
Conservation et restauration du débarcadère à la lyre (2006-2008). Blanquefort, parc de Majolan. Sculpture avec des mosaïques de galets, conservée et restaurée par Danielle Justes.
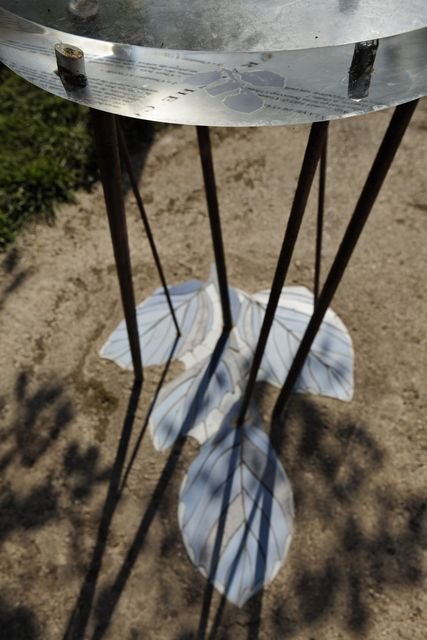
Les Huit Guéridons de Colette (2007). Varetz, Les Jardins de Colette. Signalétique biographique et littéraire par Danielle Justes. Des feuilles en mosaïques bleues et des textes biographiques et littéraires symbolisent chaque jardin de l’écrivain.